# Église San Lorenzo da Brindisi
 (octobre 2019).
Si vous disposez d'ouvrages ou d'articles de référence ou si vous connaissez des sites web de qualité traitant du thème abordé ici, merci de compléter l'article en donnant les références utiles à sa vérifiabilité et en les liant à la section « Notes et références ».
L'église San Lorenzo da Brindisi (en français : église Laurent-de-Brindes) est une ancienne église de Rome située dans le Rione Ludovisi, via Sicilia. 

## Historique
Elle a été construite en 1912 par l'architecte Milanim pour les frères mineurs capucins. En 1968, les Capucins ont quitté le bâtiment et celui-ci a été vendu à une agence immobilière. Après reconstruction intérieure, il sert de lieu de congrès.

## Architecture et ornementations
La façade imite un style roman avec un portail soutenu par des colonnes. L'intérieur est à trois nefs. L'église a conservé plusieurs œuvres importantes : sur le maître-autel figure un Saint-Laurent et la Vierge à l'Enfant de Soldaticza,  et un riche décor de Guerrieri. 